# چاک چاک

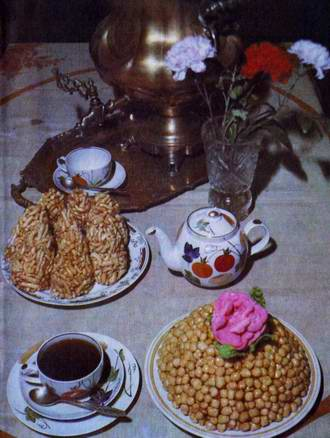

چاک چاک (به انگلیسی:Chak Chak) که شیرینی ملی تاتارهاست و بین روس‌ها و به خصوص مسلمان‌های روس خیلی طرفدار دارد.
این دسر از تخم‌مرغ، عسل و آرد تهیه و بعد از پخت آغشته به شربت عسل می‌شود.